# À travers le Hageland 2020
La 15e édition d'À travers le Hageland, une course cycliste masculine sur route, a lieu en Belgique le 15 août 2020. L'épreuve est disputée sur 180 kilomètres entre Aarschot et Diest. Elle fait partie du calendrier UCI ProSeries 2020 (deuxième niveau mondial) en catégorie 1.Pro et de la Coupe de Belgique de cyclisme sur route 2020.
L'épreuve est remportée en solitaire par le Belge Jonas Rickaert (Alpecin-Fenix). Il devance de quelques secondes le Néerlandais Nils Eekhoff (Sunweb) et le Belge Gianni Vermeersch (Alpecin-Fenix).

## Équipes participantes
| WorldTeams (4)- Deceuninck-Quick Step - Jumbo-Visma - Team Sunweb - Trek-Segafredo ProTeams (8)- Alpecin-Fenix - Bingoal-Wallonie Bruxelles - Circus-Wanty Gobert - Sport Vlaanderen-Baloise - B&B Hotels-Vital Concept p/b KTM - Arkéa-Samsic - Riwal Readynez - Total Direct Énergie Équipes continentales (5)- Pauwels Sauzen-Bingoal - Tarteletto-Isorex - Telenet Baloise Lions - BEAT Cycling Club - À Bloc CT |
| |

## Classements

### Classement final
| \| Classement général \| Classement général \| Classement général \| Classement général \| Classement général \| \| Coureur \| Coureur \| Pays \| Équipe \| Temps \| \| ------------------ \| ------------------ \| ------------------ \| -------------------------------- \| ------------------ \| \| 1er \| Jonas Rickaert \| Belgique \| Alpecin-Fenix \| 4 h 20 min 20 s \| \| 2e \| Nils Eekhoff \| Pays-Bas \| Team Sunweb \| + 7 s \| \| 3e \| Gianni Vermeersch \| Belgique \| Alpecin-Fenix \| + 16 s \| \| 4e \| Florian Sénéchal \| France \| Deceuninck-Quick Step \| + 16 s \| \| 5e \| Tim Merlier \| Belgique \| Alpecin-Fenix \| + 16 s \| \| 6e \| Benjamin Declercq \| Belgique \| Arkéa-Samsic \| + 23 s \| \| 7e \| Timo Roosen \| Pays-Bas \| Jumbo-Visma \| + 23 s \| \| 8e \| Bert-Jan Lindeman \| Pays-Bas \| Jumbo-Visma \| + 25 s \| \| 9e \| Toon Aerts \| Belgique \| Telenet-Baloise Lions \| + 26 s \| \| 10e \| Bert De Backer \| Belgique \| B&B Hotels-Vital Concept p/b KTM \| + 26 s \| |                   |          |                                  |                 |
| |                   |          |                                  |                 |
| Source : ProCyclingStats |                   |          |                                  |                 |
| Classement général |                   |          |                                  |                 |
| Coureur | Coureur           | Pays     | Équipe                           | Temps           |
| 1er | Jonas Rickaert    | Belgique | Alpecin-Fenix                    | 4 h 20 min 20 s |
| 2e | Nils Eekhoff      | Pays-Bas | Team Sunweb                      | + 7 s           |
| 3e | Gianni Vermeersch | Belgique | Alpecin-Fenix                    | + 16 s          |
| 4e | Florian Sénéchal  | France   | Deceuninck-Quick Step            | + 16 s          |
| 5e | Tim Merlier       | Belgique | Alpecin-Fenix                    | + 16 s          |
| 6e | Benjamin Declercq | Belgique | Arkéa-Samsic                     | + 23 s          |
| 7e | Timo Roosen       | Pays-Bas | Jumbo-Visma                      | + 23 s          |
| 8e | Bert-Jan Lindeman | Pays-Bas | Jumbo-Visma                      | + 25 s          |
| 9e | Toon Aerts        | Belgique | Telenet-Baloise Lions            | + 26 s          |
| 10e | Bert De Backer    | Belgique | B&B Hotels-Vital Concept p/b KTM | + 26 s          |

### Classements UCI
La course attribue des points au Classement mondial UCI 2020 selon le barème suivant.
| Position           | 1er | 2e  | 3e  | 4e  | 5e | 6e | 7e | 8e | 9e | 10e | 11e | 12e | 13e | 14e | 15e | 16e à 30e | 31e à 40e |
| Classement général | 200 | 150 | 125 | 100 | 85 | 70 | 60 | 50 | 40 | 35  | 30  | 25  | 20  | 15  | 10  | 5         | 3         |